# Powieszon
Powieszon – część wsi Rączna w Polsce, położona w województwie małopolskim, w powiecie krakowskim, w gminie Liszki.
W latach 1975–1998 Powieszon administracyjnie należał do województwa krakowskiego.